# 環丁胺
环丁胺是一种有机化合物，由环丁基和氨基构成。它是无色高度易燃的液体，蒸气可以引起皮肤或眼睛灼伤。

## 制备
环丁胺可以由霍夫曼反应来制备：

## 反应
通过用亚硝酸处理环丁胺，生成环丁醇和环丙基甲醇：